# Моррис (округ, Нью-Джерси)
Округ Моррис (англ. Morris County) — округ штата Нью-Джерси, США. Занимает площадь 1246 км2. Согласно переписи населения 2000 года, в округе Моррис проживало 470 212 человек. По оценке Бюро переписи населения США, к 2009 году население увеличилось на 3,9 %, до 488 518 человек. Моррис является частью так называемой Нью-Йоркской агломерации. В городе Морристаун располагается административный центр округа. Крупнейшим населённым пунктом округа является Парсиппани-Трой-Хилс.